# Avões
Avões is een plaats (freguesia) in de Portugese gemeente Lamego en telt 693 inwoners (2001).